# Rhona Mitra
Rhona Mitra, född 9 augusti 1976 i Hampstead i London, är en brittisk skådespelerska.

## Biografi
Hennes pappa är från Indien och hennes mamma är irländsk. Mitra har i marknadsföringssyfte även framträtt i rollen som Lara Croft för datorspelet Tomb Raider II under lanseringen 1997 och 1998.

## Filmografi (urval)
- 1999 – Beowulf
- 1999–2000 – Ensamma hemma (TV-serie) (12 avsnitt)
- 2000 – Gideon's Crossing (TV-serie)
- 2000 – Get Carter
- 2000 – Hollow Man
- 2000 – Secret Agent Man (TV-serie)
- 2002 – Ali G Indahouse
- 2002 – Sweet Home Alabama
- 2003–2004 – Advokaterna (TV-serie) (22 avsnitt)
- 2003 – The Life of David Gale
- 2004–2005 – Boston Legal (TV-serie) (20 avsnitt)
- 2004 – Highwaymen
- 2004 – Spartacus
- 2005 – Nip/Tuck (TV-serie) (5 avsnitt)
- 2006 – Skinwalkers
- 2007 – Shooter
- 2007 – The Number 23
- 2008 – Doomsday
- 2009 – Separation City
- 2009 – Stolen
- 2009 – Underworld: Rise of the Lycans
- 2010 – Reuniting the Rubins
- 2010 – Stargate Universe (TV-serie) (3 avsnitt)
- 2010 – The Gates (TV-serie) (13 avsnitt)
- 2012–2013 – Strike Back (TV-serie) (14 avsnitt)
- 2014–2015 – The Last Ship (TV-serie) (23 avsnitt)
- 2014 – The Loft
- 2018 – Supergirl (TV-serie) (4 avsnitt)
- 2025 – Red Sonja